# Der faule Heinz
Der faule Heinz ist ein Schwank (ATU 1430). Er steht in den Kinder- und Hausmärchen der Brüder Grimm ab der 3. Auflage von 1837 an Stelle 164 (KHM 164), wurde von Wilhelm Grimm zuerst 1836 im Pfennig-Magazin für Kinder veröffentlicht und geht auf Eucharius Eyerings Sammlung Proverbiorum Copia (Bd. 1, 1601) zurück.

## Inhalt

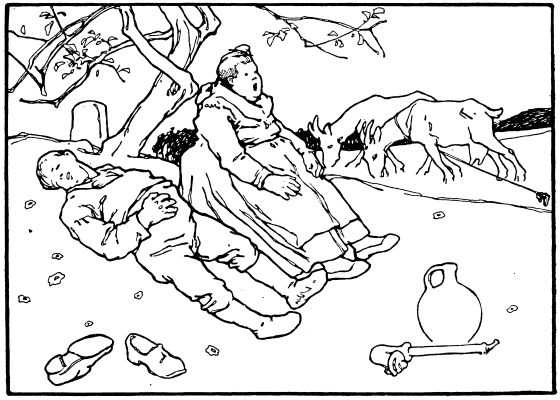
Illustration von Otto Ubbelohde, 1909

Der faule Heinz heiratet die dicke Trine, damit sie seine und ihre Ziege zusammen austreibt und er faulenzen kann. Sie hat die Idee, die Ziegen beim Nachbarn gegen einen Bienenstock einzutauschen, den man nicht zu hüten braucht. Heinz erntet im Herbst den Honig, und da beide gerne bis Mittag im Bett liegen, nimmt Trine einen Haselnussstock, um vom Bett aus Mäuse davon verjagen zu können. Eines Morgens schlägt Heinz vor, eine Gans und ein Gänschen von dem Honig zu kaufen, bevor Trine ihn allein isst. Sie will aber erst ein Kind, das die Gänse hüten soll. Auf seine Bedenken, das Kind könnte nicht gehorchen, fuchtelt sie mit dem Stock und zerschlägt den Honigkrug. Heinz ist froh darüber, dass ihm der Krug nicht auf den Kopf gefallen ist, die beiden finden noch etwas in einer Scherbe zum Naschen und ruhen sich dann vom Schreck aus.

## Herkunft

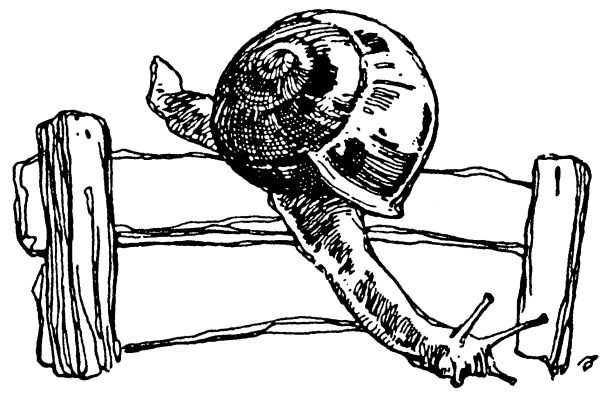
Illustration von Otto Ubbelohde, 1909

Grimms Anmerkung verweist neben weiteren Herkunfts- und Vergleichsstellen auf ein orientalisches Märchen von einem Einsiedler, der vom Honig Ziegen und eine schöne Frau kaufen und dann seinen Sohn mit dem Stock strafen will.
Der faule Heinz enthält eine Anspielung auf KHM 162 Der kluge Knecht und erhält umgekehrt Anspielung in KHM 168 Die hagere Liese.
Trines Schlussbemerkung mit der Schnecke (ab 6. Aufl.) stammt aus einem Brief der Elisabeth von Orleans (1843, 268). Der Schlusssatz „Eilen tut nicht gut“ geht auf Suetons De vita Caesarum (Octavianus 25,4: Festina lente) zurück, vgl. KHM 184 Der Nagel und schon Johann Karl August Musäus’ Märchen Ulrich mit dem Bühel. Einen „faulen Heinz“ gibt es in Musäus’ Der Schatzgräber.
Es wurden noch weitere Redensarten eingefügt: Heinz fiel’s „wie Schuppen von den Augen“ (Apg 9,18 ), „gleich und gleich gesellt sich gern“. Sich „das Leben … sauer machen“ steht ähnlich in Die verwandelten Elfen. „Wer früh aufsteht, … sein Gut verzehrt“ war eine verbreitete Sentenz. „Die Weiber lieben die Süßigkeit“ stand schon in Eyerings Vorlage.

## Parodie, Deutung
Bei Janosch sparen sich Heinz und Trine durch ihre Heirat einen Zaun zwischen ihren Höfen, liegen zusammen auf dem Kanapee und faulenzen. Der Homöopath Martin Bomhardt vergleicht das Märchen mit den Arzneimittelbildern von Graphit und Sulfur.